# Mesocapnia oenone
Mesocapnia oenone is een steenvlieg uit de familie Capniidae. De wetenschappelijke naam van de soort is voor het eerst geldig gepubliceerd in 1929 door Neave.